# Théodoric Strabon
Théodoric Strabo, Strabon ou Le Louche, est un chef ostrogoth qui a eu un rôle politique important dans l'empire byzantin sous les règnes de Léon Ier, de Zénon et de Basiliscus. Il est en rivalité avec Théodoric l'Amale, en tant que chef de troupes fédérées.

## Contexte historique
Au IVe siècle, les Goths sont aux frontières de l'Empire romain et tentent de s'y installer régulièrement. Ce groupe s'est séparé en deux groupes principaux, les Ostrogoths qui se lancent à la conquête des régions entre la Volga, l'Oural et le Caucase sous la direction de leur roi amale Hermanaric; les Wisigoths combattent en Europe centrale et méridionale. Un siècle plus tard, les Ostrogoths sont établis comme fédérés dans l'Empire romain en Pannonie depuis le règne de l'empereur Marcien.

## Biographie

### Origines
Fils de Triarius Strabo de Thrace, il a plusieurs frères et au moins une sœur, sa femme se nomme Sigilda et il a un fils nommé Recitach. Parent éloigné de Théodoric l'Amale, chef des Goths de Pannonie, il est chef et non pas roi de la branche installée en Thrace, car il ne fait pas partie de la dynastie sacrée des Amales.
Vers 459, il est en relation pacifique avec l'empire byzantin, probablement en tant de chef d'un fédéré et reçoit un subside annuel des Byzantins.

### Allié d'Aspar dans le parti germanique
Théodoric Strabon et ses Ostrogoths fournissent une garde de bucellari à Aspar, le chef du parti germanique à la cour byzantine, qui contrôle l'empereur Léon Ier. Mais Aspar et ses alliés ostrogoths représentent aux yeux des Romains une tutelle barbare de plus en plus inacceptable. Pour lier leur alliance politique, Aspar épouse une des sœurs de Théodoric Strabon. Léon pour contrebalancer leur pouvoir enrôle des Isauriens avec leur chef Tarasicodissa pour créer une milice concurrente, les excubitores, formée uniquement de sujets de l'Empire, Isauriens, Thraces et Illyriens.
En 471, Léon Ier finit par choisir entre les deux clans de ces généraux. Il fait mettre à mort Aspar et ses fils par ses eunuques. À la suite de son assassinat, Théodoric Strabon et Ostrys, les partisans d'Aspar se révoltent et ravagent la Thrace. Léon Ier envoie l'ambassade de Logius auprès de Théodoric et d'Ostrys: leurs revendications sont de récupérer l'héritage d'Aspar, d'obtenir un établissement en Thrace et la charge de magister militum pour Théodoric Strabon. Léon rejette les deux premières requêtes, alors Théodoric Strabon envoie une partie de ses troupes attaquer la ville de Philippes tandis qu'il attaque Arcadiopolis. Il fait le siège de la ville où la famine s'installe. Face aux ravages des Ostrogoths, les armées romaines sont en échec. Lorsque les Ostrogoths se retrouvent à court de vivres, Strabon accepte de traiter avec Léon Ier en 473. Il accepte de le nommer magister militum praesentalis et Théodoric obtient un agrandissement de leurs cantonnements en Thrace et un tribut annuel de 144 000 solidi pour lui-même. Mais son allié principal, le patrice Aspar n'est plus et son influence est mise en danger à la cour byzantine.

### En concurrence avec Théodoric l'Amale
Pour contrebalancer le pouvoir de Théodoric Strabon à Constantinople, Léon renvoie Théodoric l'Amale, otage à Constantinople et âgé de 18 ans, à son père Thiudimir, roi des Ostrogoths. Théodoric l'Amale est un allié fidèle qui récupère aussitôt la Mésie qu'il veut rendre à l'empire en remerciement de sa libération alors que son père garde la terre conquise. Son action fidèle à l'empire ne sera pas oublié par le futur empereur.
À la mort de Léon Ier, le chef isaurien Tarasicodissa qui a changé son nom en Zénon et a épousé Ariane, fille de Léon Ier, devient empereur. Théodoric Strabon fait pression sur Zénon pour continuer de contrôler l'empereur avec ses troupes victorieuses mais l'empereur se rapproche d'Illus, l'Isaurien et de Théodoric l'Amale, l'Ostrogoth auquel il donne le titre de maître des milices, pour contrer le poids militaire de Strabon. Zénon tente d'utiliser les deux Théodoric à tour de rôle pour ne pas donner trop d'importance à aucun d'entre eux.
En 475-476, Théodoric Strabon qui n'a pas confiance en Zénon, soutient l'usurpation de Basiliscus, fomentée par l'ancienne impératrice Vérine avec le soutien d'Illus et d'Armatus. Mais Basiliscus fait l'erreur de nommer son neveu Armatus magister militum, tout comme Strabo. Théodoric Strabon n'accepte pas cette nomination et ne le soutient plus. Il ne vient pas le défendre lorsque Zénon récupère Constantinople. L'usurpation ne dure pas, mais l'empereur, de retour sur son trône, obtient du sénat et de l'armée que Théodoric Strabon soit considéré comme un ennemi public. La révolte de Théodoric contre Zénon dure jusqu'en 483.
Il ravage la Thrace tandis que Théodoric l'Amale est envoyé par Zénon pour combattre son insurrection. Théodoric l'Amale demande l'aide des troupes impériales commandées par Marcien, mais elles ne se présentent pas au mont Hémos, le lieu de jonction prévu. En situation d'infériorité, Amale doit traiter avec Strabon au mont Sondis, dans les Rhodopes, et les deux hommes se jurent de ne plus se faire la guerre et envoient des ambassades communes à Zénon. Celui-ci tente en vain de persuader Amale de rompre le traité passé avec Strabon, puis marche avec son armée contre les Goths. Après un premier succès contre Amale, Zénon ou plutôt Illus (accompagné de son frère Trocundes), signe une paix séparée avec Strabon, qui récupère le titre de maître des milices dévolu jusque-là à Amale, assez d'argent pour payer 13 000 soldats et le commandement de deux unités palatines. Pendant ce temps, c'est Théodoric l'Amale qui met la Thrace à sac cette fois-ci., mais Strabon le laisse faire lié par leur accord commun de paix.

### La révolte porphyrogénète de Marcien
Le règne de Zénon fait nombre d'insatisfaits et les révoltes sont nombreuses. Théodoric Strabon soutient souvent les conjurés.
En 479, Marcien, fils d'Anthémius, l’empereur de l'ouest et sa femme Léontia, sœur de l'impératrice Ariane, fomentent une révolte basée sur le droit de succession de Léontia, au détriment de sa sœur Ariane car elle est porphyrogénète. Jean d'Antioche considère que Vérine est à l'origine de cette révolte, mais son affirmation est incertaine. Marcien débute la révolte à Constantinople où il défait les troupes de Zénon avec l'aide de la foule et finit par l'assiéger dans son palais. Théodoric Strabon s'allie à Marcien mais le général Illus et son frère Torcondus arrêtent rapidement l'usurpation et font emprisonner Marcien. Strabon et ses renforts arrivent trop tard à Constantinople et ne combattent pas. Illus est vraiment le protecteur incontournable de Zénon sur le trône. Pour remercier Trocondus de son action contre Marcien, l'empereur lui donne le titre de magister militum per thracias perdu par Théodoric Strabon.
Le général goth et son armée de 30 000 hommes reste un véritable danger pour Zénon dans les frontières de l'empire. L'empereur soutient les Bulgares qui attaquent les Goths en Thrace en 480. Les deux Théodoric réconciliés, battent les Bulgares et pillent ensemble la Thrace. En 481, Théodoric Strabon tente de traverser le Bosphore pour s'emparer de Constantinople mais des problèmes de discipline au sein de son armée ne lui permettent pas d'attaquer franchement la capitale. Illus le repousse in extremis et Strabon se retire en Grèce.
En 484, dans un campement à Stabulum Diomedis, près de Philippes en Thrace, Théodoric Strabon meurt, transpercé par un javelot lorsque son cheval se cabre devant un chariot ou une tente au-dessus duquel est suspendue une javeline,. À sa mort, Théodoric l'Amale réunit tous les Ostrogoths sous sa bannière et devient roi de tous les Ostrogoths.

## Dans les arts
Dans le roman L'empire barbare de Gary Jennings, Strabo est un personnage principal. Dans le récit, Strabo est amputé par Thorn, général de Théodoric le Grand.

## Sources
- Marcellinus Comes, Chronique.
- Jordanès, Getica.
- Jordanès, Romana, 346.